# Cytheropteron hamatum
Cytheropteron hamatum är en kräftdjursart som beskrevs av Georg Ossian Sars 1866. Cytheropteron hamatum ingår i släktet Cytheropteron och familjen Cytheruridae. Arten har ej påträffats i Sverige. Inga underarter finns listade i Catalogue of Life.